# Чахартак

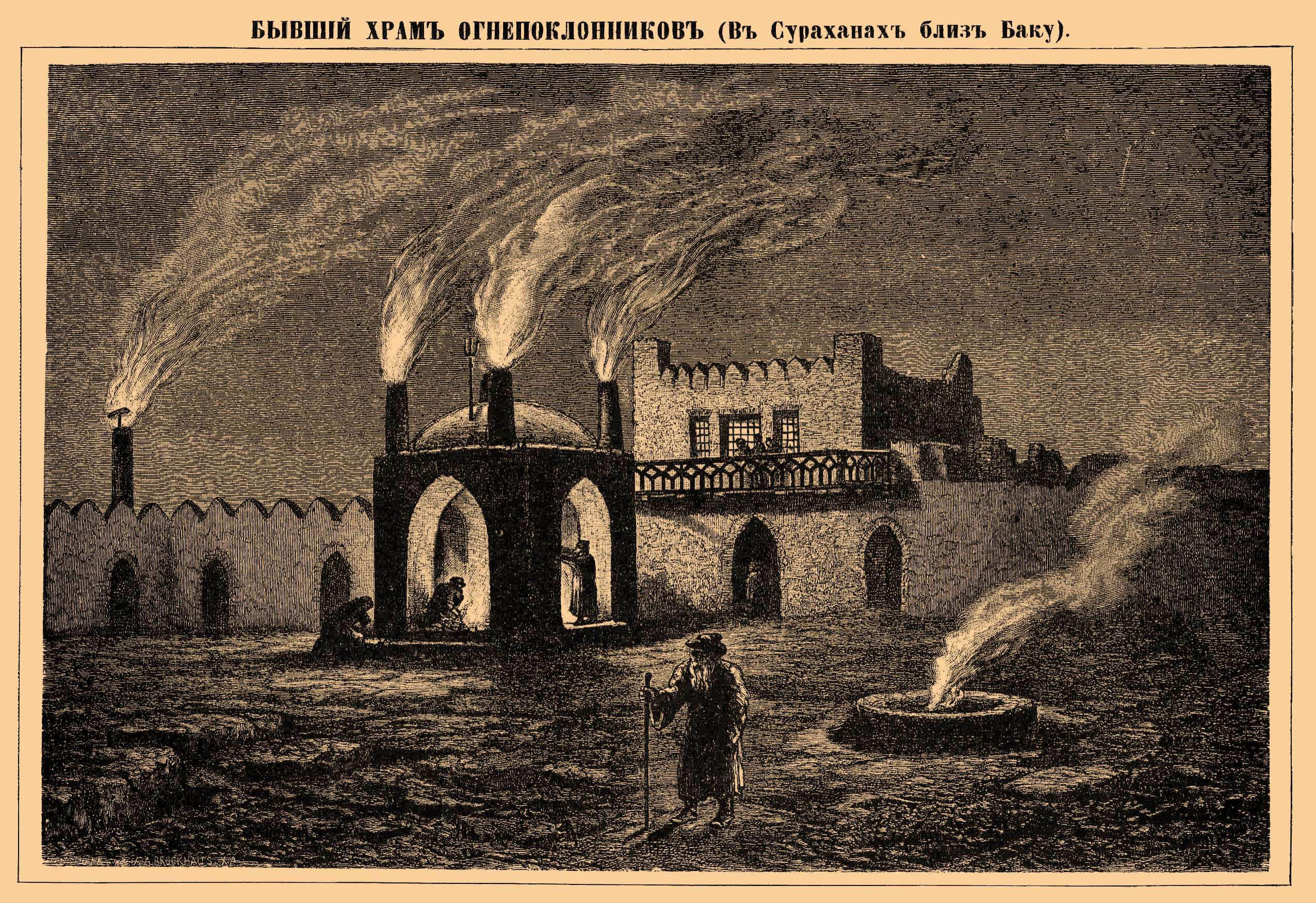
Иллюстрация из энциклопедического словаря Брокгауза и Ефрона (1890—1907)

Чахартак, чахартаг (перс. چهارطاق‎) — кубическое сооружение с куполом и четырьмя арками по четырём сторонам. Появились в эпоху Сасанидов (III-VII вв). Прототипом чахартага мог послужить тетрапилон, который ещё не имел купола. Чахартак строился из тёсаного камня и покрывался штукатуркой. Первоначально форму чахартага имели зороастрийские храмы, впоследствии исламская архитектура адаптировала чахартаг для строительства мечетей и мавзолеев. В частности, чахартаг явился основой Мечети в Исфахане, где переход от кубической конструкции к полусферическому куполу достигался при помощи тромпов.